# Австралийские губаны
Австралийские губаны, или одаксовые (лат. Odacidae), — семейство лучепёрых рыб из отряда губанообразных. Распространены в морских прибрежных водах Новой Зеландии и юга Австралии. Максимальная длина тела  представителей разных видов варьирует от 10 до 40 см.

## Описание
У разных представителей семейства форма тела существенно различается. Некоторые виды похожи на рыб-попугаев, у других — тело удлинённое с длинным рылом. Чешуя циклоидная, мелкая или среднего размера. Рот невыдвижной. Зубы на челюстях слиты между собой и образуют своеобразный «клюв». В длинном спинном плавнике 14—27 колючих и 9—22 мягких лучей. В брюшных плавниках один колючий и 4 мягких луча. Боковая линия непрерывная, с 30—108 чешуйками.

## Биология
Морские рыбы, обитают в прибрежных водах. Представители некоторых видов питаются беспозвоночными, другие — растительноядные.

## Классификация
В составе семейства выделяют 6 родов с 12 видами:
- Haletta Whitley, 1947 — Галетты (монотипический)
- Heteroscarus Castelnau, 1872 — Гетероскарусы (монотипический)
- Neoodax Castelnau, 1875 — Южные гроперы, или неодаксы (монотипический)
- Odax  Valenciennes, 1840 — Одаксы (2 вида)
- Olisthops Richardson, 1850 — Олистопсы (монотипический)
- Siphonognathus Richardson, 1858 — Сифоногнаты, или губаны-сифоногнаты (6 видов)